# Schloss Marthalen
Das Schloss Marthalen, auch Schloss Oberhausen, ist ein Herrenhaus in Marthalen im Schweizer Kanton Zürich, das im 15. Jh. gebaut wurde. Zum Landsitz gehört auch ein ehemaliges Stall- und Trottengebäude, die sogenannte Schlossscheune.

## Geschichte
Das Gebäude, das nordseitig einen Treppengiebel aufweist, wurde im 15. Jh. errichtet. Erste Teile sollen bereits um 1440 entstanden sein, die Kantonale Denkmalpflege gibt das Baujahr 1492 an. Der Landsitz wurde dreihundert Jahre lang von der Patrizierfamilie Peyer mit den Weggen aus Schaffhausen als Sommersitz genutzt. Die Familie besass auch einen eigenen Rebberg und schenkte der Kirche Kunstobjekte, sodass sie bei der Bevölkerung beliebt war, besonders auch weil sie den Leuten im Dorf Arbeiten auf dem Gut vergaben und durch diese Bauaufträge ausführen liessen.
Die Peyers verkauften das Schloss an Hans Ulrich Toggenburger, der aus einer wohlhabenden Marthaler Familie stammte. Er hatte zuvor an der Universität Strassburg Medizin studiert und führte einen wohlhabendeHausstand mit Angestellten. Nach dem Franzoseneinfall 1798 flüchtete Anna Keller, die Frau des Goldschmieds Heinrich Keller aus Zürich zu ihren Bekannten ins Schloss Marthalen, um den Wirren des Zweiten Koalitionskriegs zu entgehen. Sie gebar am Heiligabend 1800 einen Sohn namens Ferdinand, der später Altertumsforscher wurde und sich mit den ersten Funden von prähistorischen Pfahlbausiedlungen in den Schweizer Seen befasste.
Im 19. Jh. ging das Schloss durch mehrere Hände. 1806 nahm der Arzt Johann Rudolf Köchlin es in Pacht, 1817 wohnte nachgewiesen Jacob Hablützel auf dem Schloss, danach folgten Jacob Wipf und der Sekundarlehrer Jakob Gossweiler, Anhänger der Aufklärung. Er liess 1871 die Umfassungsmauer und den Torturm abbrechen, wozu Soldaten der internierten Bourbaki-Armee eingesetzt wurden.
Heute ist das Schloss im Privatbesitz und wird unter Berücksichtigung des Denkmalschutzes renoviert, wobei die teilweise noch vorhandenen historischen Zimmer besonderes Augenmerk erhalten.